# Sledging Col
Der Sledging Col (englisch für Schlittenfahrtsattel) ist ein Bergsattel in der antarktischen Ross Dependency. In den Hays Mountains des Königin-Maud-Gebirges liegt er zwischen Mount Griffith und einem sehr niedrigen Berg auf dessen Nordostseite. Der Bergsattel ermöglicht den Zugang vom Scott-Gletscher zum Kopfende des Koerwitz-Gletschers und von dort aus weiter nordwärts.
Wissenschaftler einer von 1969 bis 1970 durchgeführten Kampagne der New Zealand Geological Survey Antarctic Expedition benannten ihn so, nachdem sie ihn als Alternativroute zur unpassierbaren Westflanke des unteren Abschnitts des Scott-Gletschers genutzt hatten.